# Stachyurus callosus
Stachyurus callosus är en tvåhjärtbladig växtart som beskrevs av Cheng Yih Wu. Stachyurus callosus ingår i släktet Stachyurus och familjen Stachyuraceae. Inga underarter finns listade i Catalogue of Life.